# 梅薩峽谷城堡 (亞利桑那州)
梅薩峽谷城堡（英語：Castle Canyon Mesa）是位於美國亞利桑那州亞瓦派縣的一個非建制地區。該地的面積和人口皆未知。

## 地理
梅薩峽谷城堡的座標為34°35′27″N 112°21′21″W / 34.59083°N 112.35583°W，而該地的平均海拔高度為1579米（即5180英尺）。